# Lakušija
Lakušija is een plaats in de gemeente Pleternica in de Kroatische provincie Požega-Slavonië. De plaats telt 90 inwoners (2001).